# Canhão Armstrong

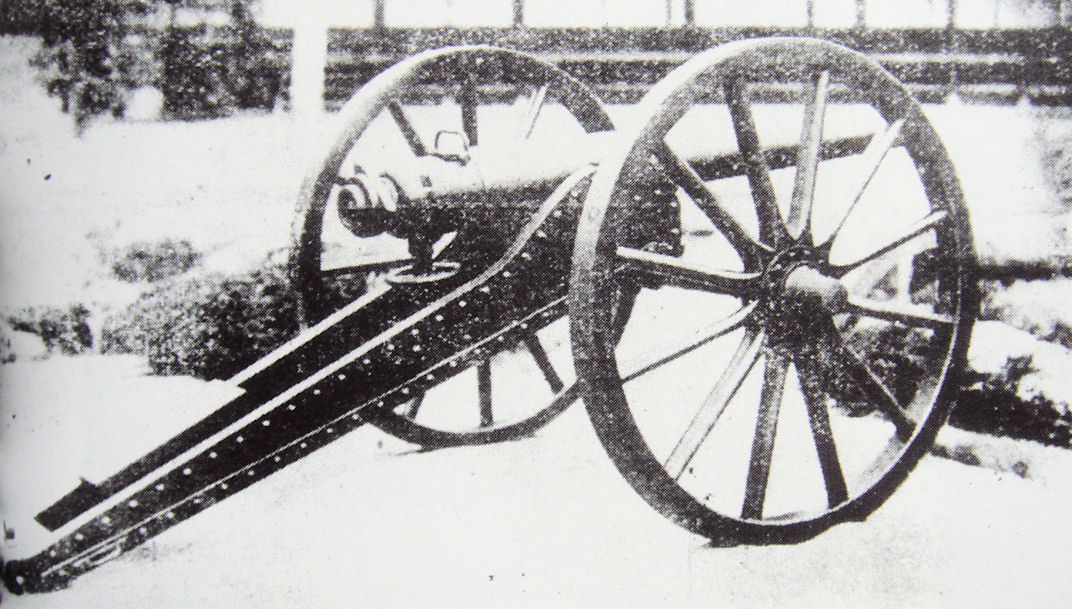
Canhão Armstrong no Japão durante a Guerra Boshin (1868-1869).

Os canhões Armstrong foram os canhões mais utilizados em navios de guerra de quase todo o mundo durante a segunda metade do século XIX. Foram concebidos pelo britânico William George Armstrong. Este termo foi utilizado para descrever principalmente os canhões de carregamento pela culatra, através do sistema La Hitte. Foram fabricados na Inglaterra a partir de 1855 pela Elswick Ordnance Company e pela Royal Arsenal de Woolwich.